# Cecil Collins
Cecil Collins MBE (23. března 1908 – 4. června 1989) byl anglický malíř a grafik, původně spojován se surrealistickým hnutím.

## Život a dílo
Collins se narodil v Plymouthu a pracoval nejprve jako mechanik u firmy v Devonport v Devonu. V letech 1924-1927 navštěvoval Plymouth School of Art. V roce 1927 získal stipendium na Royal College of Art, kde vyhrál William Rothenstein Life Drawing Prize. V letech 1951-1975 učil na Central School of Art. Jednou z jeho žákyň byla Ginger Gilmour. V roce 1979 Collins získal Řád britského impéria.

## Výstavy
- 1935 – Bloomsbury Gallery, Londýn, Anglie
- 1936 – International Surrealist Exhibition – New Burlington Galleries, Londýn, Anglie
- 1942 – Toledo Museum of Fine Art, USA
- 1948 – New Paintings by Cecil Collins – Lefevre Gallery, Londýn, Anglie
- 1950 – New Paintings – Heffer Gallery, Cambridge, Anglie
- 1951 – Leicester Galleries
- 1953 – Society of Mural Painters
- 1953 – Ashmolean Museum, Oxford
- 1954 – Arts Council, Londýn
- 1956 – Leicester Galleries
- 1959 – Whitechapel Gallery, Londýn
- 1961 – Gallery Zygos, Athény, Řecko
- 1964 – Carnegie International Exhibition, Pittsburgh, USA
- 1965 – Arthur Tooth & Sons
- 1967 – Crane Kalman Gallery
- 1971 – Britain's Contribution to Surrealism – Hamet Gallery, Londýn, Anglie
- 1972 – Retrospective Exhibition. Drawings, Paintings, Watercolours, Gouaches and Paintings 1936-1968
- 1981 – New Works – Anthony d'Offay, Londýn, Anglie
- 1981 – The Prints of Cecil Collins – Tate Gallery, Londýn, Anglie
- 1983 – Plymouth Arts Centre
- 1984 – Festival Gallery, Aldeburgh
- 1988 – Recent Paintings – Anthony d'Offay, Londýn, Anglie
- 1989 – Tate Gallery, Londýn